# David Middelhoff
David Middelhoff (1966) is een Nederlands componist en muzikant die vooral bekend is van zijn werk met het nederpop-duo Acda en De Munnik. Middelhoff is de broer van saxofonist Barend Middelhoff.

## Loopbaan
In 1991 richtte Middelhoff samen met Thomas Acda de band Herman & Ik op, waaraan ook gitaristen Michiel van Rees-Vellinga en Sander Donkers en drummer Emille Kortleven deelnamen. In 1993 bracht Herman & Ik de door Middelhoff en Acda geschreven single Als Je Bij Me Weggaat... uit. Toen in 1998 het debuutalbum van de band uitkwam, had Acda de band al verlaten voor Acda en De Munnik. Middelhoff maakte deel uit van de vaste muzikale begeleiding van Acda en De Munnik en schreef een groot deel van de muziek. Daarnaast schreef hij muziek voor film en tv. Zo schreef hij de muziek voor de film Oh Baby uit 2017. Ook schreef Middelhoff alle muziek voor de musical All Stars de Musical die in 2018 in première ging.
In 2019 maakte hij samen met Thomas Acda diens solo-album album Motel. In 2022 bracht Middelhoff zijn eerste eigen solo-album uit met de titel Hippie Shit.

## Discografie

### Solo
- Hippie Shit (2022)

### Met Herman & Ik
- 001 (1998)

### Met Acda en De Munnik
- Acda en De Munnik (1997)
- Naar huis (1998)
- Op voorraad/Live in de Orangerie (1999)
- Hier zijn (2000)
- Live met het Metropole Orkest (2001)
- Groeten uit Maaiveld (2002)
- Liedjes van Lenny (2004)
- Nachtmuziek (2007)
- Jouw leven lang bij mij (2009)
- 't Heerst (2012)
- AEDM (2023)

### Met Thomas Acda
- De Marathon (2017)
- All Stars Schetsen (2019)
- Motel (2019)

- MusicBrainz: 5f63c297-ff59-4f02-a0cf-b7e7a1285323